# 佐田岬灯台
佐田岬灯台（さだみさきとうだい）は愛媛県西宇和郡伊方町、四国最西端に突き出た佐田岬半島の先端に建つ灯台である。椿山展望台から眺める佐田岬灯台は四国八十八景52番に選定。

## 概要
光達距離は約35 kmで、対岸の佐賀関（約14 km）まで十分達する光力を備えている。1966年にはレーマーク・ビーコンが併置され、豊後水道と伊予灘（瀬戸内海）の間を往来する船舶の安全に寄与している。灯台は無人化されており、内部の一般公開は実施していない。駐車場からはアップダウンのある遊歩道を徒歩約25分で到達でき、途中には「佐田岬キャンプ場」もある。

## 付属施設
佐田岬の南沖合い650 m付近にある岩礁の黄金碆（おうごんばえ）を照射する黄金碆照射灯（航路標識番号：4968）が併設されている。潮流が速く座礁が絶えないことから、1950年9月に灯柱が立てられたが、保守作業が大変危険を伴うものであったため、1976年に佐田岬灯台から黄金碆を照射する方式に変更された。

## 歴史
- 1918年（大正7年）4月1日 - 対岸の関埼灯台からレンズ・灯器類一式を移設し初点灯[2][3]。
- 1923年（大正12年）3月30日 - 光源を750 W電球に変更。
- 1966年（昭和41年）5月1日 - 無線方位信号所設置。
- 1976年（昭和51年）3月31日 - 黄金碆照射灯初点灯。
- 1993年（平成5年）4月1日 - 無人化。
- 1998年（平成10年）3月20日 - 光源を1,000 W白熱電球から250 W放電灯に変更。
- 2017年（平成29年）6月28日 - 国の登録有形文化財に登録される[4][5]。

## 四国最西端の碑
灯台敷地の西側に四国最西端の碑が設置されている。
2017年4月に伊方町によって灯台の更に西側にある大島（御籠（みかご）島）までの遊歩道が整備され、灯台から200 mほどの遊歩道を西に進んだ広場に「四国最西島御籠島」と書かれた案内板が設置された。

## 佐田岬砲台
芸予要塞の一部として、佐田岬灯台周辺に合計12門の旧日本陸軍の砲台跡が残されている。2017年に観光用に整備が行われた。灯台直前の階段を右に逸れて灯台先の御籠島に渡ると、灯台直下の2門と大島の2門の砲台を見ることができるほか、「永遠（とわ）の灯」と呼ばれる灯台を東側から望むモニュメントが設置してある。

## ギャラリー

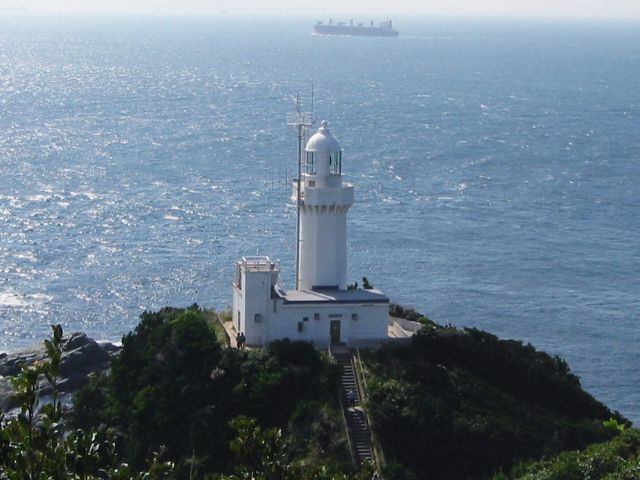
2001年10月
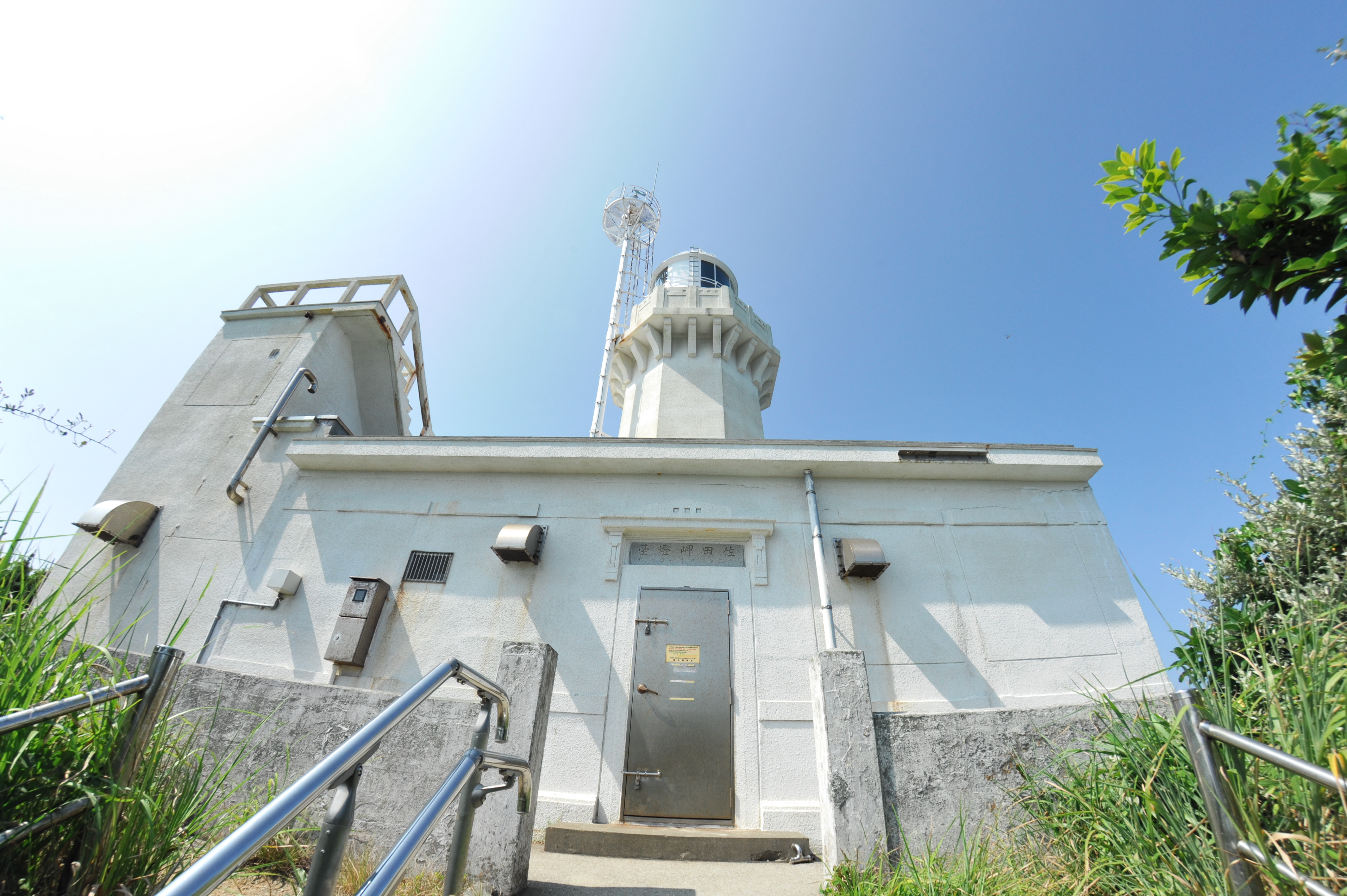
灯台入口
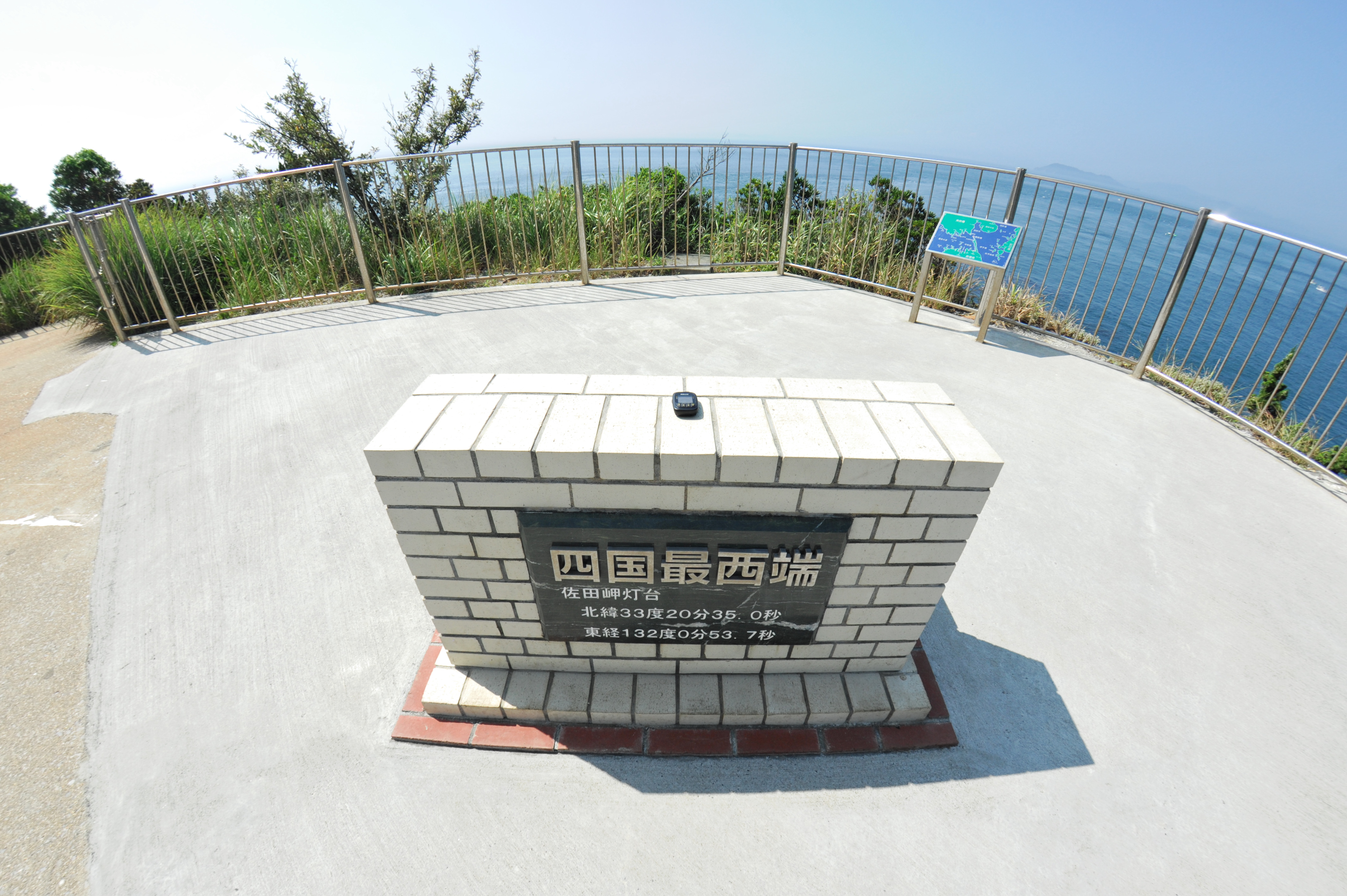
四国最西端の碑
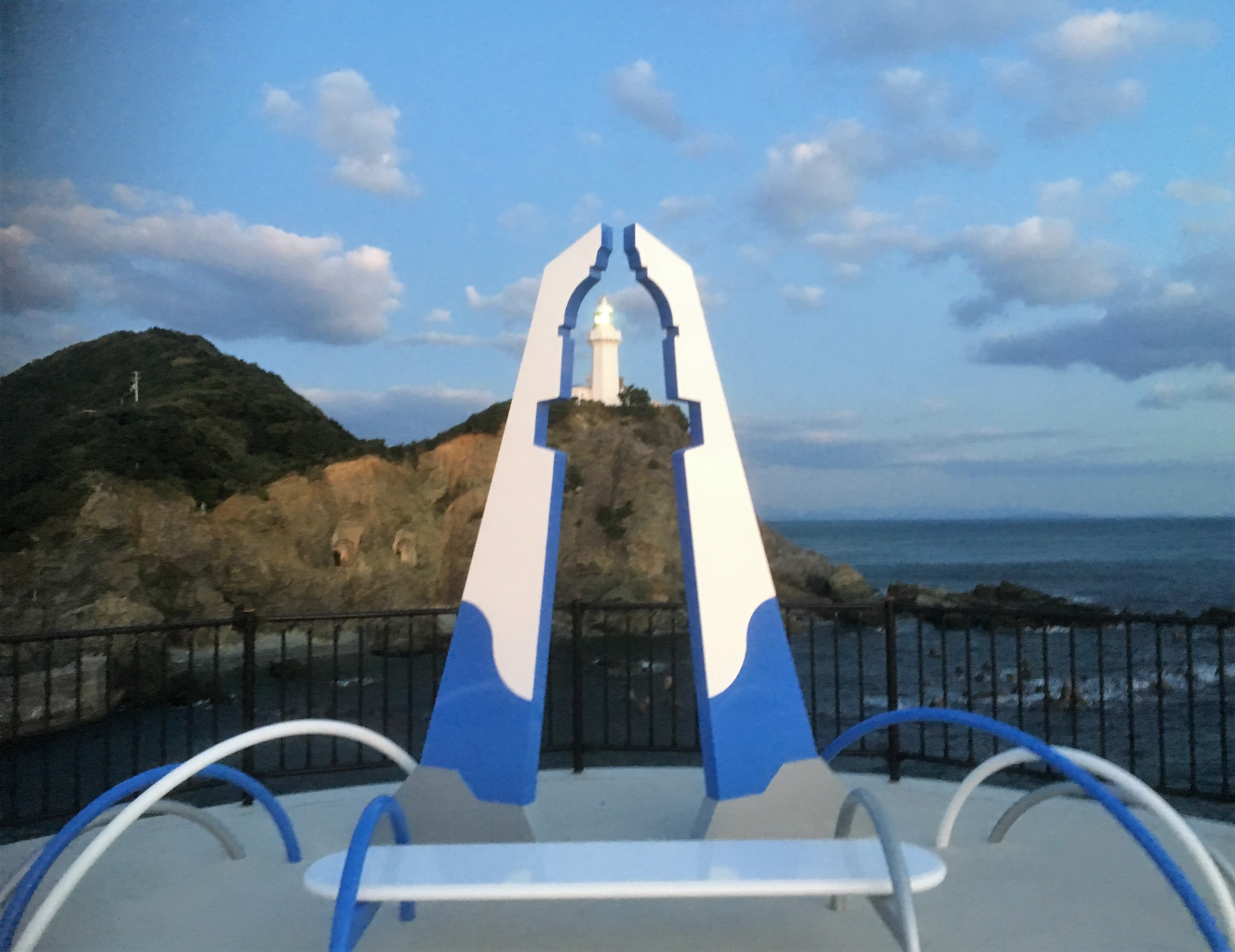
灯台を望むモニュメント
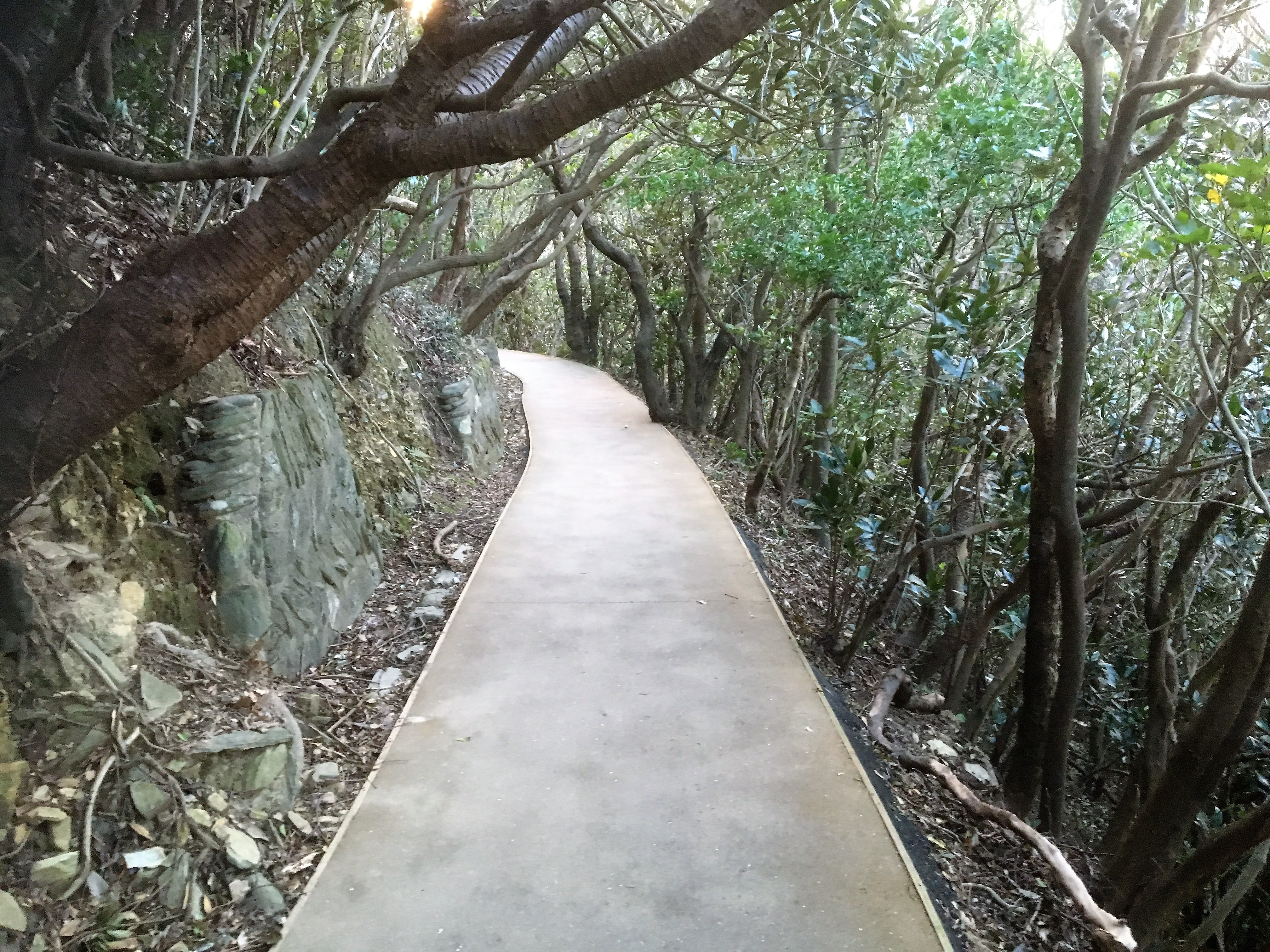
灯台までの遊歩道
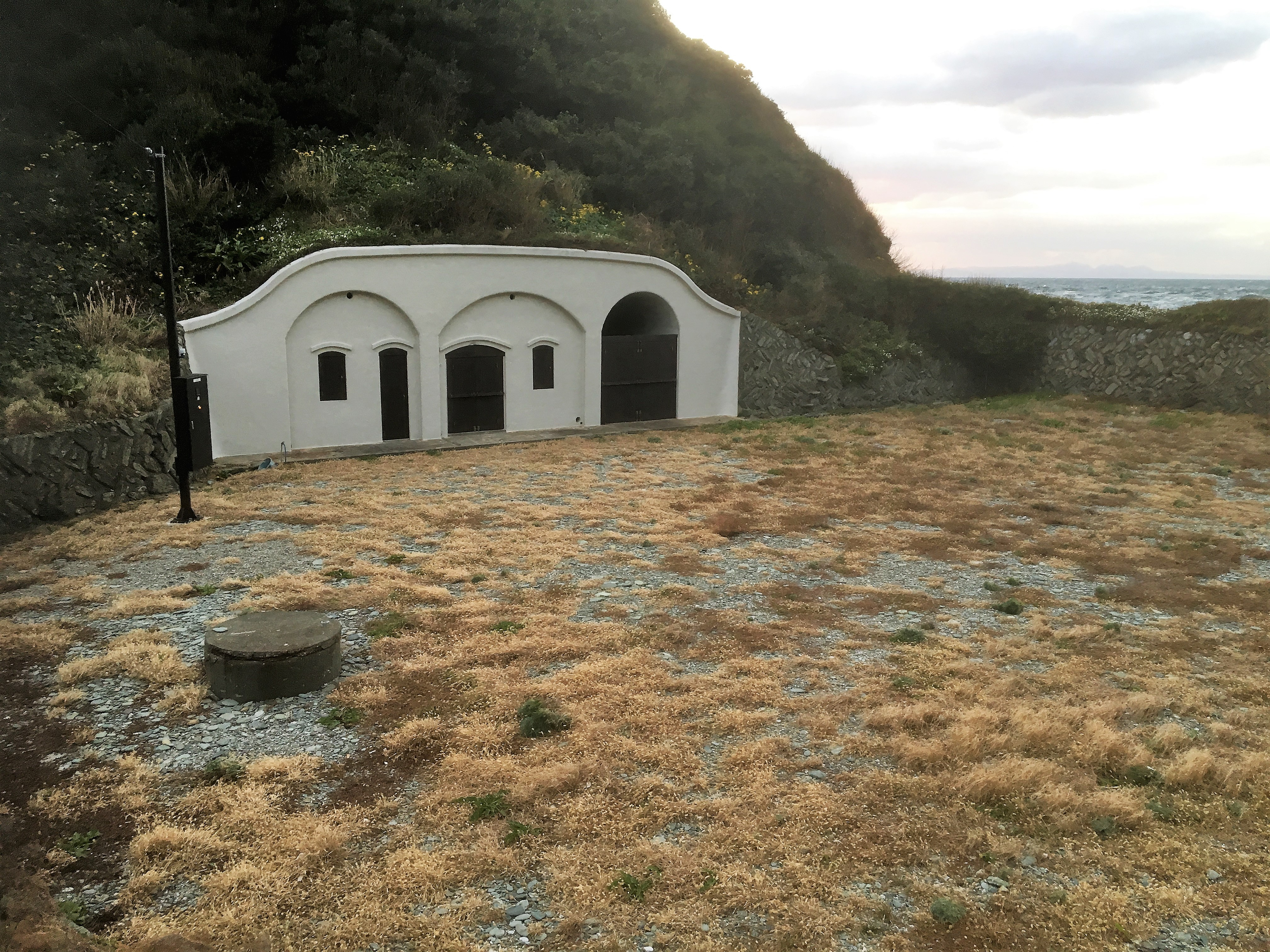
佐田岬キャンプ場
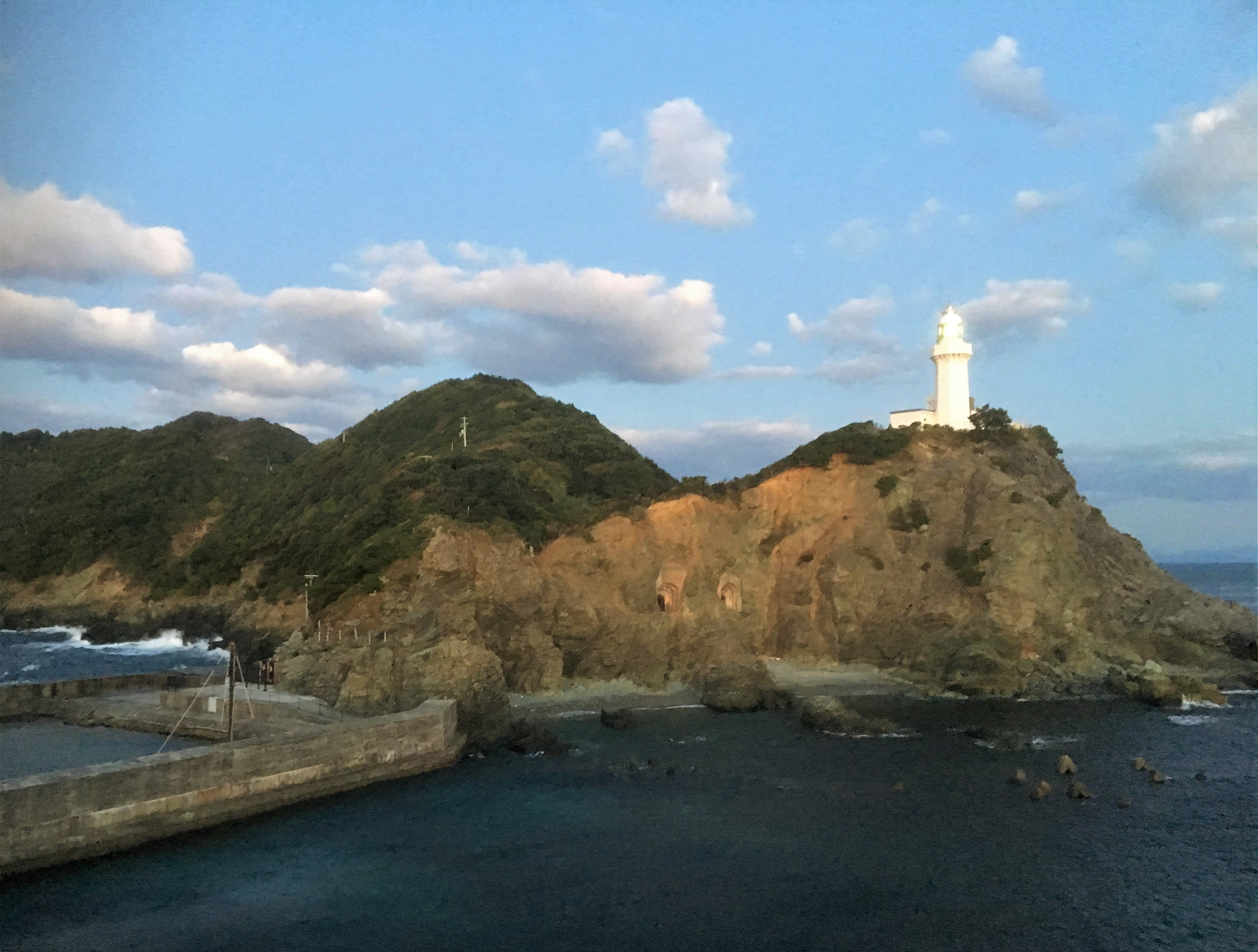
佐田岬灯台と佐田岬第3砲台（写真中央）
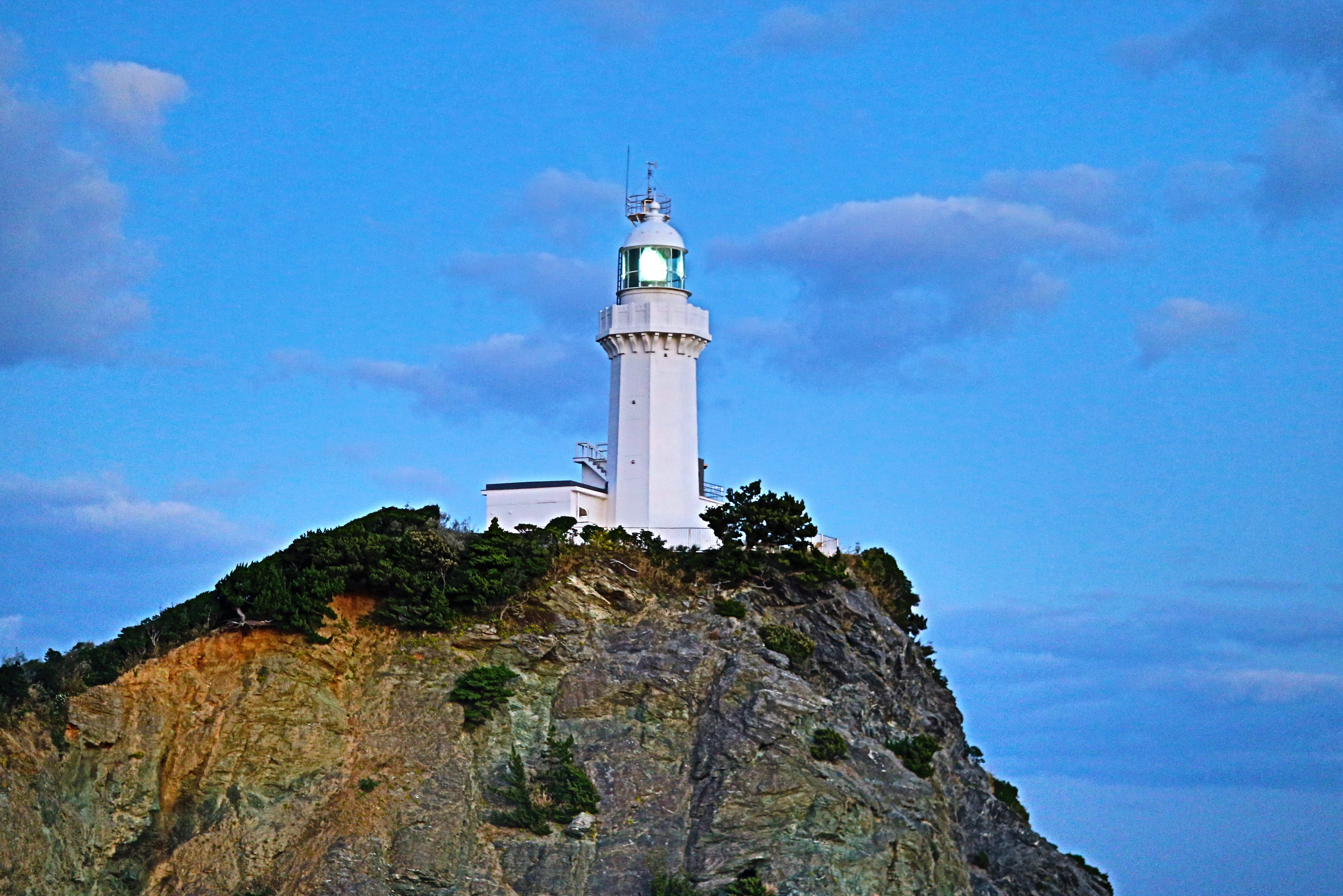
夕刻の点灯時。御籠島から撮影

## 交通

### 自家用車
松山自動車道大洲インターチェンジより国道197号、愛媛県道256号佐田岬三崎線経由、八幡浜・伊方町三崎方面へ、佐田岬灯台駐車場まで1時間30分。佐田岬灯台駐車場から佐田岬灯台まで徒歩20分。

### 公共交通機関利用
伊方町三崎まで
- JR予讃線八幡浜駅から伊予鉄南予バスで1時間15分。
- 伊予鉄道松山市駅から伊予鉄バスで2時間45分。
- 佐賀関港より三崎港まで国道九四フェリーで1時間10分。

佐田岬灯台駐車場まで定期運行されている公共交通機関は無い。伊方町三崎からはタクシーを利用する必要がある。三崎港から佐田岬灯台駐車場までタクシーで約30分。佐田岬灯台駐車場から佐田岬灯台まで遊歩道を徒歩約25分。

## 周辺情報
- 佐田岬
- 伊方発電所（伊方原子力発電所）
- 道の駅伊方きらら館
- 道の駅佐田岬半島ミュージアム